# Mariakapel (Grevenbicht-Papenhoven, Merker-Eyckstraat)
De Mariakapel is een kapel in Grevenbicht-Papenhoven in de Nederlands Zuid-Limburgse gemeente Sittard-Geleen. De kapel staat in het noorden van het dorp bij de sportvelden aan de kruising van de Merker-Eyckstraat met de straat Staai.
De kapel is gewijd aan Maria.

## Geschiedenis
Omstreeks 1950 werd de kapel door buurtbewoners gebouwd als dank voor het goed door de Tweede Wereldoorlog gekomen zijn en om met de jaarlijkse processie een rustaltaar te hebben. De gebruikte Maaskeien waren afkomstig uit een groeve in Urmond.
In 1997 verving plaatste men een smeedijzeren hek in plaats van een houten hek.

## Bouwwerk
De in Maaskeien gebouwde kapel is opgetrokken op een rechthoekig plattegrond en wordt gedekt door een geknikt zadeldak met groene shingles. In beide zijgevels is elk een met cementsteen omlijst spitsboogvenster met glas-in-lood aangebracht van de hand van H. Pieters. In het linker raam is de heilige Isidorus afgebeeld en in het rechter raam de heilige Barbara. In de frontgevel bevindt zich de cementstenen spitsboogvormige toegang tot de kapel die wordt afgesloten met een smeedijzeren hek. Boven de toegang is in de frontgevel een kruis van bakstenen ingemetseld.
Van binnen is de kapel uitgevoerd in bakstenen en gedekt door een spitstongewelf. Tegen de achterwand is een bakstenen altaar geplaatst met op het altaar een bakstenen sokkel waarop het Mariabeeldje geplaatst is. Het beeld is door de Zusters van het Arme Kind Jezus in Simpelveld gemaakt van gebakken klei en toont een gekroonde Maria met op haar linkerarm het kindje Jezus en met haar rechterhand houdt ze een staf vast.